# Just My Imagination
Just My Imagination é uma canção da banda irlandesa The Cranberries. É o terceiro single do quarto álbum de estúdio do grupo, Bury the Hatchet, lançado em 1999. Em 2017, foi lançada como uma versão acústica e despojada no álbum Something Else da banda.

## Faixas
1. "Just My Imagination" – 3:41
2. "God Be with You" – 3:32

## Paradas
| Parada (1999–2000)                            | Melhor colocação |
| --------------------------------------------- | ---------------- |
| Bélgica (Ultratip Bubbling Under de Flandres) | 10               |
| França (SNEP)                                 | 71               |
| Alemanha (Offizielle Deutsche Charts)         | 77               |
| Islândia (Íslenski Listinn Topp 40)           | 2                |
| Itália (Musica e dischi)                      | 15               |

| Parada (2018) | Melhor colocação |
| ------------- | ---------------- |
| Itália (FIMI) | 95               |